# 三姓 (姓氏)
三姓是台灣竹塹社特有的漢姓，為乾隆皇帝賜姓平埔道卡斯的七姓之一。在清治時期的契約文書中，不乏可見竹塹社的三姓。目前僅存三里孛胝朥家族，其代表人物為三什班比抵（嘉慶年間，招來漢人開墾大崎一帶埔園）以及三文成（同治、光緒年間，擔任三姓房長）。
根據臺灣户政司民國107年（2018年）6月的數據，臺灣三姓人口共有103人，為全國姓氏人數排名第540名。

## 延伸阅读
[在维基数据编辑]
 《欽定古今圖書集成·明倫彙編·氏族典·三姓部》，出自陈梦雷《古今圖書集成》